# Kris Aquino
Kristina Bernadette Aquino y Cojuangco (14 de febrero de 1971), más conocida por su nombre artístico Kris Aquino, es una presentadora de televisión, actriz, productora, patrocinadora de productos y empresaria filipina. Apodada como la reina de los medios de comunicación de Filipinas, Aquino presentó numerosos programas de entrevistas y programas de concursos, protagonizó varias películas y series de televisión. Es la hija menor del senador Benigno Aquino y Corazón Aquino, quien fue presidenta de Filipinas. Su hermano Benigno Aquino III fue también presidente de Filipinas, desde 2010 hasta 2016.
Su debut cinematográfico fue en Pido Dida: Sabay Tayo y también fue conocida por sus papeles en las películas de terror Feng Shui y Sukob, que fue la película filipina más taquillera de 2006. También es conocida como una de las principales patrocinadoras de productos de celebridades y una filántropa que aboga por la concienciación sobre el lupus, los derechos del niño, los derechos LGBT, la apreciación de la cultura y el arte, la libertad de expresión y las reformas democráticas.

## Infancia y juventud
Aquino nació en Quezon City, Filipinas, hija de Corazón y Benigno Aquino quien en ese momento era senador del régimen de Ferdinand Marcos. Es la menor de cinco hermanos, sus hermanos son: María Elena "Ballsy" Aquino-Cruz, Aurora Corazón "Pinky" Aquino-Abellada, el expresidente filipino Benigno Aquino III y Victoria Elisa "Viel" Aquino-Dee. Tiene ascendencia china, española y kapampangana. Cuando ella era un bebé, su padre fue arrestado y encarcelado; su madre crio a Aquino y sus hermanos.
Durante las elecciones parlamentarias de 1978, cuando su padre encarcelado era candidato, Aquino, de siete años, fue su imagen en los mítines de campaña. Apareció en la portada de The New York Times y en la portada de la revista Time. Aquino realizó la mayor parte de la escuela primaria en los Estados Unidos, donde la familia estaba exiliada. Cuando tenía 12 años, su padre fue asesinado en la pista del Aeropuerto Internacional de Manila. Kris Aquino regresó a Filipinas y asistió a mítines contra el régimen de Marcos.
Después de la Revolución filipina de 1986, que destituyó al presidente Marcos del poder, la adolescente Aquino comenzó a ser invitada en dramas y comedias de televisión, así como en programas de entrevistas. Hizo su debut cinematográfico con el actor y comediante Rene Requiestas en Pido Dida, que fue un éxito de taquilla. Aquino tuvo una carrera estable y logró una nominación actoral por The Fatima Buen Story. Protagonizó una película basada en un asesinato real, La masacre de Vizconde. Su éxito financiero y numerosas apariciones en películas criminales del mismo estilo le valieron el apodo de "Reina de la masacre" por parte de los críticos de los periódicos.

## Educación
Aquino terminó su educación primaria en el Poveda Learning Center (ahora Saint Pedro Poveda College) en Ciudad Quezón. Estudió secundaria en el Colegio San Agustín-Makati. Se graduó de la Universidad Ateneo de Manila en 1992 con una Licenciatura en Literatura Inglesa.

## Carrera

### Televisión
Aquino cambió su carrera actoral por una carrera televisiva como presentadora de programas de entrevistas del mundo del espectáculo, con el lanzamiento del programa de entrevistas Kris. Fue producido por Viva Televisión en el Canal 4 (en ese momento llamado PTV, fue transferido a GMA Network, que tenía una sociedad con Viva, y luego de que finalizara el contrato de Viva con PTV). Fue en Startalk, el programa de entrevistas orientado al mundo del espectáculo de GMA Network, que fue coanfitriona con Boy Abunda y Lolit Solis.
Más tarde se unió a ABS-CBN y dirigió el programa de entrevistas matutino Today with Kris Aquino. Los siguientes fueron el programa de entrevistas orientado al mundo del espectáculoThe Buzz junto con Boy Abunda y el programa de Game KNB?. De 2002 a 2004, condujo el programa de entrevistas Morning Girls con Kris y Korina con la conocida periodista televisiva Korina Sánchez.
En 2007, Aquino se tomó un descanso en el mundo del espectáculo.
Aquino también fue anfitriona de la franquicia filipina de Deal or no deal, que formó parte de la programación en horario estelar de ABS-CBN, donde también apareció en la versión estadounidense como parte de un evento de Deal or No Deal "alrededor del mundo" organizado por Howie Mandel en mayo de 2008.
También presentó Boy & Kris, un programa de entrevistas matutino que reemplazó a Homeboy, junto con Boy Abunda; Be Bench, un programa de búsqueda de modelos junto con Piolo Pascual; otra franquicia de televisión, Wheel of Fortune, que reemplazó a Kapamilya, Deal or No Deal y marca su regreso a The Buzz en 2014.
En 2011, Aquino presentó Kris TV, un programa de entrevistas de estilo de vida que se transmitió por las mañanas de lunes a viernes por ABS-CBN. El programa se desarrolló desde junio de 2011 hasta abril de 2016.
También en 2011, presentó la versión filipina de The Price is Right .

### Películas
Aquino comenzó su carrera cinematográfica en Regal Films, una de las compañías cinematográficas más antiguas de Filipinas, apareciendo en Pido Dida: Sabay Tayo. Sus primeras apariciones cinematográficas incluyen la serie Pido Dida, en la que actuó junto al comediante Rene Requiestas y ganó su primer premio de reina de taquilla. Más tarde pasó a papeles en películas de masacre, como Vizconde Massacre, Myrna Diones Story, Elsa Castillo-Ang Katotohanan y Humanda Ka Mayor.
Primero recibió elogios por su actuación en The Fatima Buen Story. Finalmente ganó un premio a la mejor actriz de reparto por la película Mano Po (2002, Regal Films), en la que interpretó a una hija sumisa y de voluntad débil de un rico clan filipino-chino. También apareció en la película So... Felices juntos.
Las películas de mayor éxito comercial en su carrera incluyen Feng Shui, una producción de Star Cinema. Feng Shui, se realizó durante la ola de películas de "terror al estilo asiático" que se extendió por todo el continente después de The Ring en 2002. Fue la película filipina más taquillera de 2004 y la segunda película más exitosa en general ese año, junto a Spider-Man 2. En 2006, Sukob, otro thriller de terror, se convirtió en la película filipina más taquillera de todos los tiempos, superando a Ang Tanging Ina y Anak. También protagonizó junto a Vice Ganda y Ai-Ai Delas Alas otro éxito de taquilla, Sisterakas, una película presentada en el Metro Manila Film Festival de 2012.
En agosto de 2018, consiguió un papel en la película de Hollywood Crazy Rich Asians, en la que interpretó a la princesa Intan.

## Vida personal
Aquino tuvo una relación de pareja con el actor Phillip Salvador, con quien tuvo su primer hijo, Joshua.
En 2003, su relación con el comediante Joey Márquez fue muy publicitada después de su ruptura, en la que Aquino acusó a Márquez de contagiarla con ETS.
Aquino se casó con el jugador profesional de la PBA James Yap en una ceremonia de matrimonio civil el 10 de julio de 2005 y anunció al año siguiente que estaba embarazada, tras una controversia en 2006 sobre la infidelidad de Yap.
En abril de 2007, Aquino dio a luz a su segundo hijo, James Carlos "Bimby" Aquino Yap, Jr., en la ciudad de Makati.
En 2010, Aquino anunció que se había separado de Yap, citando razones personales, y declaró que buscaba la anulación del matrimonio. Fue en febrero de 2012 cuando su matrimonio fue declarado nulo y sin efecto.
Aquino se encontró en medio de otro escándalo público en 2018, realizó por teléfono amenazas de muerte a su ex gerente comercial, Nicko Falcis, mientras su relación comercial terminaba gradualmente. Esto fue después de que ella presentó numerosos casos contra Falcis, la mayoría de los cuales fueron desestimados, y estuvieron bajo mediación.

## Empresas de negocios
Aparte de su carrera televisiva y cinematográfica, Aquino es propietaria y administra varias empresas. Es copropietaria de Lena Restaurant y Sencillo, un restaurante mexicano, así como de Roberto Antonio, una floristería de lujo con su socio Boy Abunda.
Fundó una boutique y una agencia en asociación con Abunda y otras personalidades como Nonon del Carmen y Agnes Maranan. La boutique y la agencia se llamaban MAD (un acrónimo de sus apellidos). Es copropietaria de Sierra Madre Water. Aquino también es propietaria de numerosas franquicias de tiendas de comida rápida como Jollibee y Chowking y es propietaria de Nacho Bimby (también conocido como Potato Corner), una empresa que está a nombre de su hijo menor.
También es editora ejecutiva de una revista bimensual llamada K! La revista Kris Aquino. En diciembre de 2009, Aquino presentó su colección para el hogar llamada K Everyday. En asociación con ABS-CBN Licensing, K Everyday presenta colecciones de cocina, utensilios de cocina, plástico y papelería.

## Compañía de producción
En 2013, Aquino estableció una compañía de producción de cine y televisión, y una distribuidora de películas llamada Kris Aquino Productions (o K Productions). Está administrado por Star Cinema, la compañía cinematográfica más grande del país. Su primera película fue Instant Mommy protagonizada por Eugene Domingo. Produjo la película debut de su hijo, My Little Bossings, en 2013.
A partir de 2010, ya había comenzado a coproducir películas de Star Cinema y que además protagonizó, entre ellas Dalaw (2010), Segunda Mano (2011) y Sisterakas (2012).
En 2015, Aquino comenzó a producir vlogs en su propio sitio web, presentando específicamente vlogs de cocina y viajes.
| Año  | Fecha de lanzamiento     | Película           | Elenco                                                 | Compañía (s) de producción                                    | Director         |
| ---- | ------------------------ | ------------------ | ------------------------------------------------------ | ------------------------------------------------------------- | ---------------- |
| 2013 | 27 de julio 28 de agosto | Mami instantánea   | Eugenio Domingo                                        | Cinemalaya Quantum Films                                      | Leo Abaya        |
| 2013 | 25 de diciembre          | Mis Pequeños Jefes | Kris Aquino Vic Sotto Bimby Aquino Yap Ryzza Mae Dizon | OctoArts Films M - Zet TV Productions, Inc. APT Entertainment | Marlon N. Rivera |
| 2014 | 25 de diciembre          | Feng Shui 2        | Kris Aquino Coco Martín                                | ABS-CBN Film Productions, Inc.                                | Chito Roño       |